# 高桥名人之大冒险岛
《高桥名人之大冒险岛》是一款由Hudson Soft制作和发行的横向卷轴平台游戏。本游戏于1992年1月11日在日本地区超级任天堂发行。于1992年4月在北美地区发行。

## 故事
高橋名人（英文版为希金斯）在多次冒险旅途之后，设法保持着神秘的冒险岛和平与安宁。在一个夜晚名人正在树梢和他的女友蒂娜（ティナ）共度美好时光之时，邪恶的巫师将蒂娜变成一块石像。

## 系統
玩家控制着名人进行探险。在整个旅行中，共有五个大关。它们的场景分别为：1.丛林和火山 2.海滩和鲸鱼体内 3.树梢和矿场 4.沙漠 5.冰川和城堡。